# Mannelijkheid
Mannelijkheid oftewel masculiniteit is het geheel van eigenschappen, gedragingen en rollen die geassocieerd worden met mannen, deels biologisch en deels cultureel bepaald.
Welke eigenschappen en gedragingen als mannelijk worden beschouwd, verschilt per cultuur. Wat men in de ene cultuur erg mannelijk vindt, kan in een andere cultuur of periode als onmannelijk worden ervaren, of deel uitmaken van het gedrag dat als vrouwelijk wordt bestempeld.
Ook personen met een ander gender, zoals vrouwen, kunnen mannelijke eigenschappen of mannelijk gedrag vertonen. Wie zich zowel mannelijk als vrouwelijk gedraagt, wordt als androgyn beschouwd. Wie zich overdreven mannelijk gedraagt, geldt als een macho. Eigenschappen die in de westerse wereld als mannelijk worden gezien, zijn moed, zelfstandigheid en assertiviteit, maar ook machtswellust en agressie.